# Список архієпископів В'єннських
У цій статті подано список архієпископів В'єнна.
- 860—874/875: Адо В'єннський, святий
- Святий Бургард (бл. 1010-бл. 1030)
- Легер (1030—1070)
- Арман (1070—1076)
- Вармон (1077—1081)
- Гонтар (1082—1084)
- Гвідо Бургундський (1088—1119)
- Петер I (1121—1125)
- Стефан I (бл. 1125-бл. 1145)
- Гумберт I д'Альбон (1146—1147)
- Гуго I (бл. 1148—1155)
- Стефан II (бл. 1155—1163)
- Гільйом де Клермон (1163—1166)
- Робер де ла Тур-дю-Пін (бл. 1170—1195)
- Айнар де Мойран (1195—1205)
- Гумберт II (1206—1215)
- Бурно (1216—1218)
- Жан де Берні (1218—1266)
- Гуй д'Овернь де Клермон (бл. 1268—1278) (Дім Овернь)
- Гільйом де Лівро (або де Валенс) (1283-бл. 1305)
- Бранд де Лаво (1306—1317)
- Симон д'Арк'як (1319—1320), кардинал
- Гільйом де Лодун (1321—1327) (потім архієпископ Тулузи)
- Бертран де ла Шапелль (1327—1352)
- П'єр Бертран (1352—1362)
- П'єр де Граціа (1362—1363) (також архієпископ Неаполя)
- Луї де Вільяр (1363—1377)
- Гумберт де Моншал (1377—1395)
- Тібо де Ружмон (1395—1405) (також архієпископ Безансона)
- Жан де Нант (1405—1423) (також єпископ Парижа)
- Жан де Норрі (1423—1438) (також архієпископ Безансона)
- Жоффрі Вассал (1440—1444) (потім архієпископ Ліона)
- Жан-Жерар де Пуатьє (1448—1452) (також єпископ Валенсії)
- Жан ду Кастель (1452—1453) (також єпископ Німа)
- Антуан де Пойсо (1453—1473, помер 1495)
- Гуй де Пойсо (1473—1480)
- Астор Аймері (1480—1482)
- Анжело Като де Супіно (1482—1495)
- Антуан де Клермон (1496—1506, помер 1509)
- Фредерік де Сен-Северін (1506—1515, кардинал)
- Александре де Сен-Северін (1515—1527)
- Скарамуція Трівульзіо (1527)
- П'єр Пальмьє (1528—1554)
- Шарль де Марільяк (1557—1560) (також єпископ Ванна)
- Жан де ла Бросс (1561—1567)
- Веспасіан Грібальді (1569—1575)
- П'єр де Вільяр I (1576—1587)
- П'єр де Вільяр II (1587—1598)
- Жером де Вільяр (1598—1626)
- П'єр де Вільяр III (1626—1662)
- Анрі де Вільяр (1662—1693)
- Арман де Мнморан де Сен-Герем (1694—1713)
- Франсуа де Бертонс де Крілло (1714—1720)
- Анрі-Освальд де ла Тур д'Овернь (1721—1745)
- Кристоф де Бомон дю Репуа (1745—1746) (також архієпископ Парижа)
- Жан д'Іс де Салеон (1747—1751) (також єпископ Родеса)
- Гільйом д'Югуе (1751—1774)
- Жак де Кондорсе (1754)
- Жан-Жорж Лефран де Помпіньян (1774—1789)
- Шарль-Франсуа д'Авіо дю Буа-де-Санзай (1790—1801)